# Odontesthes orientalis
Odontesthes orientalis är en fiskart som beskrevs av De Buen, 1950. Odontesthes orientalis ingår i släktet Odontesthes och familjen Atherinopsidae. Inga underarter finns listade i Catalogue of Life.